# Ton Loontjens

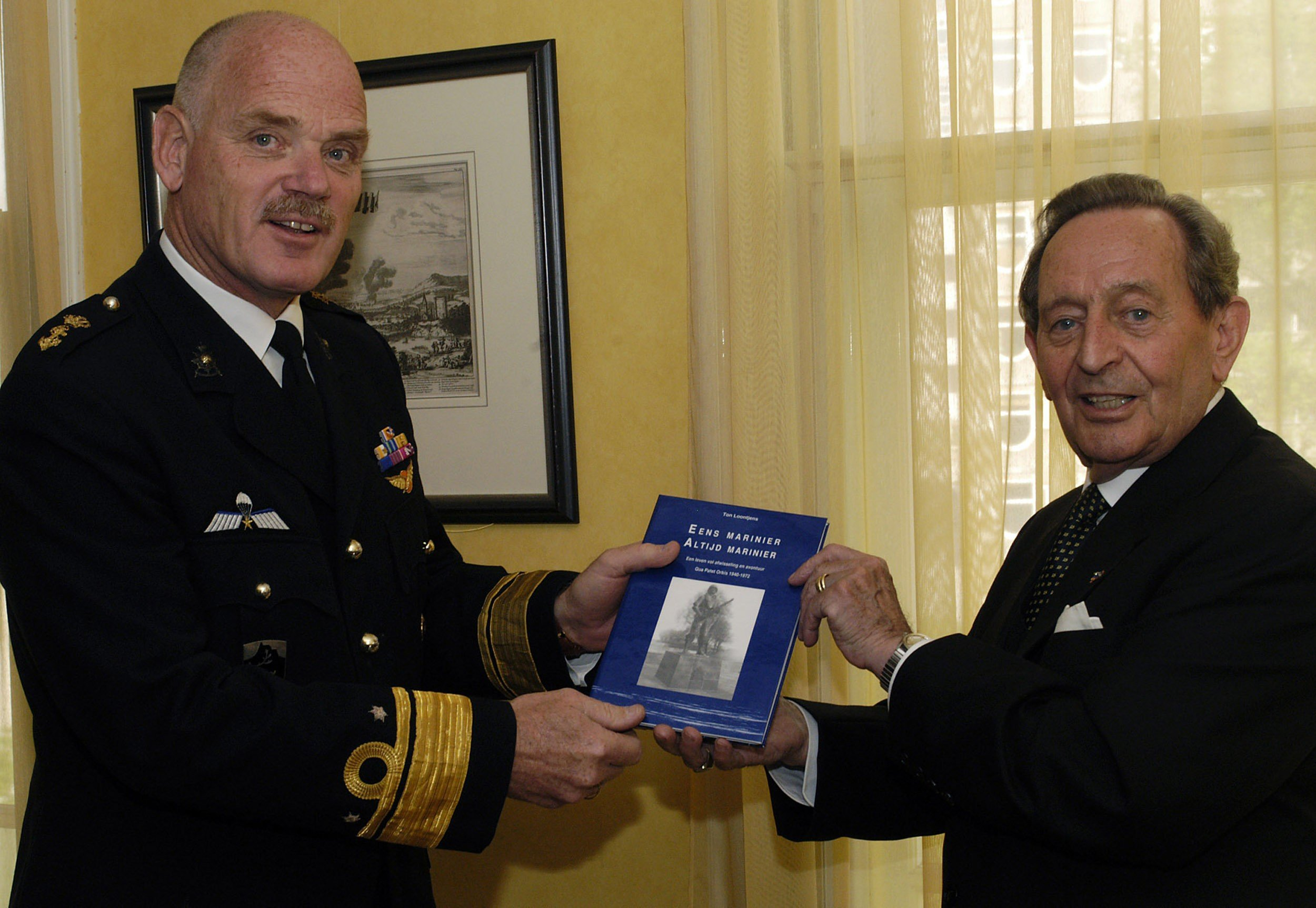
Ton Loontjens (rechts) tijdens de presentatie van zijn boek (2004)

Antonius Loontjens (Maastricht, 19 november 1922 - Goes, 13 november 2010) was de enige Nederlandse marinier die Engelandvaarder werd.
Als 17-jarige jongeman ging Ton Loontjens in 1940 bij het Korps Mariniers. Toen de Tweede Wereldoorlog uitbrak, werd hij ingedeeld als marinier, hoewel hij eigenlijk een centimeter te kort was. Hij werd krijgsgevangen gemaakt en moest puin gaan ruimen na de bombardementen. Later werd hij met twee anderen als bewaker naar de militaire detentie-inrichting Nieuwersluis overgeplaatst. Van daar werd hij overgeplaatst naar Utrecht en tewerkgesteld bij de brandweer van de NS. In Utrecht werd hij aangesproken door Johannes Jansen, hoofd van een verzetsgroep die kort daarvoor door de Duitsers was opgerold. Jansen wilde naar Engeland uitwijken en vroeg Loontjens om hulp.

## De overtocht
Hij besloot de overtocht te wagen met een groep mensen die hij nauwelijks kende: Johannes Jansen, de 24-jarige ex-sergeant Theo Daalhuysen, Gerardus van Asch, Abraham en Greta Levi uit Assen, Walrave van Krimpen, twee lichtmatrozen Adriaan van der Craats en Jan Bastiaan. Zij slaagden erin met een motorvlet van de Zuid-Hollandse Redding Maatschappij (ZHRM) vanuit de Berghaven in Hoek van Holland te ontsnappen. Op zee ontdekten ze dat de bougies verwijderd waren en de motor niet kon starten. Na lang zoeken bleken de bougies aan boord verstopt te zijn, zodat de motor hersteld kon worden. Alle negen opvarenden werden zeeziek en na de eerste dag was er geen drinkwater meer. Na 68 uren kwamen zij bij Reculver in het graafschap Kent aan wal.

## De opleiding
Vervolgens werden ze twee weken lang in de Patriotic School door Oreste Pinto (1889-1961) ondervraagd. Allen werden betrouwbaar gevonden en vrijgelaten. Loontjens werd op de thee gevraagd door koningin Wilhelmina waar hij door Van 't Sant aan haar werd voorgesteld.
Uiteindelijk kreeg hij een commando-opleiding in Achnacarry, Schotland en werd hij bij de Nr. 2 Dutch Troop in Zuid-Engeland geplaatst. Daar werden veel landingstrainingen gehouden. In 1943 werd hij overgeplaatst naar North Carolina en in 1944 door kolonel de Bruyne met 100 man weer teruggehaald naar Engeland om per eind april in Dovercourt deel uit te maken van de Prinses Irene Brigade (PIB).

## De anderen
- Walrave van Krimpen (1894) kwam om nadat zijn schip was getorpedeerd. Hij liet een vrouw en vijf kinderen achter.
- Abraham Levi (1910) kwam bij de PIB, raakte zwaargewond en overleefde de oorlog niet.
- Greta Cato Levi-Mendels (1910), zijn echtgenote, keerde na de oorlog met baby terug naar Nederland.
- Gerardus van Asch (1922), een 19-jarige machinebankwerker.
- Jan Bastiaan (1920), lichtmatroos.
- Adriaan van der Craats (1921), lichtmatroos.
- Theo Daalhuyzen (1917), ex-sergeant.
- Jan Jansen (1917) werd in Londen tot spion opgeleid en meermalen met een onderzeeër bij Petten afgezet en weer opgehaald.

## Na de oorlog
Loontjens diende ook in Nederlands-Indië en Nieuw-Guinea. Hij woonde in Driebergen. In 2004 publiceerde hij het boek Eens marinier altijd marinier (Bakker, Amsterdam, 2004, ISBN 9090179526). Hij overleed in november 2010 in een hospice in Goes.

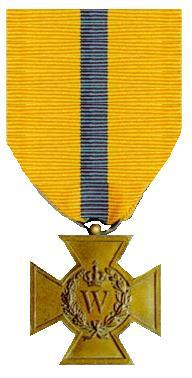
Bronzen Kruis 1941

## Onderscheidingen
- Bronzen Kruis[2]
- Chevalier de la Legion d'Honneur (overhandiging 1 juni 2004, Den Haag[3])[4]